# Pfeiffer Georgi
Pour les articles homonymes, voir Georgi.
Pfeiffer Georgi, née le 27 septembre 2000 à Berkeley dans le comté de Gloucestershire, est une coureuse cycliste anglaise. Elle court sur route et sur piste. Elle est notamment championne de Grande-Bretagne sur route en 2021.

## Biographie
Pfeiffer Georgi est issue d'une famille de cyclistes. Elle apprend à faire du vélo à l'âge de quatre ans et commence à courir en compétition à l'âge de six ans. La famille habite alors près du vélodrome Herne Hill, et son père, qui était aussi cycliste, l'y emmena. Son frère Etienne, sa mère Louise, son père Peter et son grand-père pratiquent également le cyclisme. La famille paternelle est d'origine chypriote grecque et son père Peter est multiple champion britannique dans la catégorie Masters. Elle est également danseuse de ballet jusqu'à l'adolescence,,. 
En 2017, elle s'illustre dans la catégorie des juniors (moins de 19 ans). Elle remporte Gand-Wevelgem juniors et termine deuxième du classement général du Circuit de Borsele juniors. Toujours en 2017, sur piste, elle est aux côtés d'Anna Docherty, double championne de Grande-Bretagne de course à l'américaine, dans la catégorie junior et dans la catégorie élite. Elle décroche également deux médailles de bronze aux championnats d'Europe sur piste juniors. L'année suivante, elle remporte le Trofeo Da Moreno juniors, le Healthy Ageing Tour et le Watersley Ladies Tour juniors. Elle est également quatrième du championnat du monde du contre-la-montre juniors. Sur piste, elle est médaillée de bronze de la poursuite par équipes (avec Ellie Russell, Ella Barnwell et Elynor Bäckstedt) aux mondiaux juniors et devient championne de Grande-Bretagne de course aux points juniors. Elle est alors considérée comme l'une des grandes espoirs du cyclisme britannique.
En 2019, elle met de côté la piste pour se consacrer à la route au sein de l'équipe professionnelle Sunweb. Elle se classe notamment troisième du championnat de Grande-Bretagne sur route espoirs. En février 2020, elle termine 17e de la Cadel Evans Great Ocean Road Race. En octobre de la même année, elle se fracture deux vertèbres après une lourde chute en Belgique. Elle passe plusieurs mois en convalescence chez elle dans le Gloucestershire et doit réapprendre à marcher.

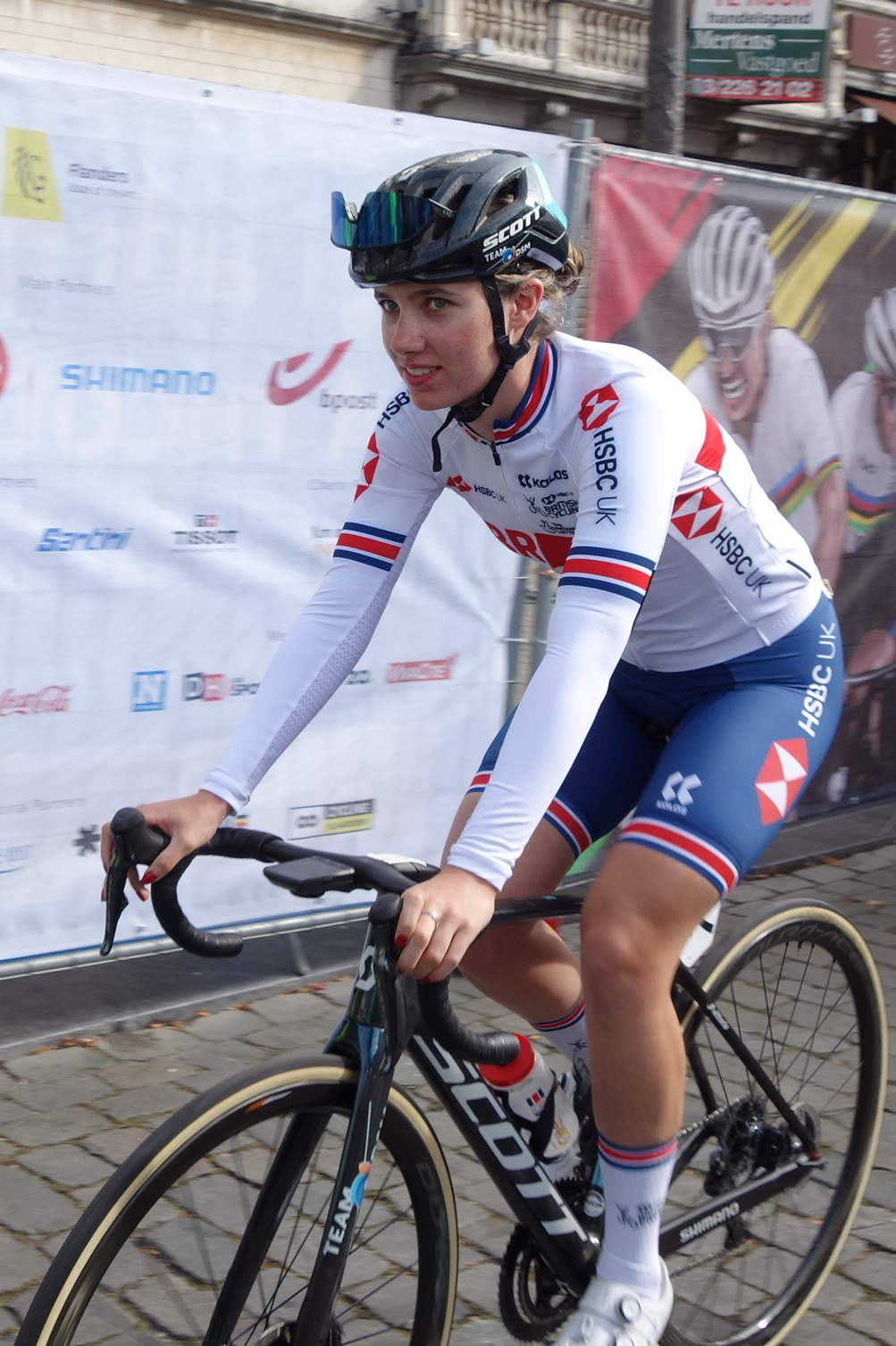
Au départ des championnats du monde 2021.

Elle est sixième du Simac Ladies Tour et meilleure jeune. Après un début de saison sans résultats notables, le 12 septembre 2021, elle remporte le Grand Prix de Fourmies, sa première victoire professionnelle. Le 25 septembre, elle termine 35e du championnat du monde sur route à Louvain en Belgique. En octobre, elle est deuxième du championnat de Grande-Bretagne du contre-la-montre espoirs, puis devient championne de Grande-Bretagne sur route. Au Tour de Drenthe, elle fait partie du groupe de tête après la montée du mont VAM et participe à la victoire de Lorena Wiebes. Elle se classe sixième.
À Paris-Roubaix, avant le carrefour de l'arbre Pfeiffer Georgi attaque pour revenir sur Elisa Longo Borghini, mais sans succès. Floortje Mackaij est sixième de la course et Pfeiffer Georgi neuvième.
À l'Open de Suède Vårgårda, dans l'avant-dernier tour, Ellen van Dijk accélère, cela combinée à une attaque d'Audrey Cordon-Ragot, provoque la formation d'un groupe de tête d'environ vingt coureuses. À treize kilomètres de la ligne, la Française passe de nouveau à l'offensive. Elle est suivie par Marianne Vos, Valerie Demey et Pfeiffer Georgi. Bien que ces deux dernières ne roulent pas, l'échappée se dispute la victoire. Pfeiffer Georgi tente au kilomètre, mais Marianne Vos est vigilante. Initialement troisième, Georgi est deuxième après la disqualification de la Néerlandaise,.
Aux championnats d'Europe sur piste, elle est deuxième de la course à l'élimination.

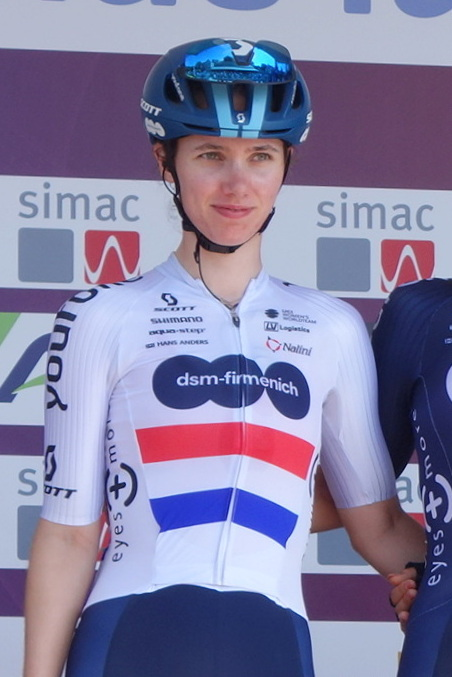
Au Simac Ladies Tour

Au Circuit Het Nieuwsblad, à Grammont, Lotte Kopecky mène le rythme. Seule Pfeiffer Georgi tient sa roue dans un premier temps, mais la Belge poursuit son effort. La Britannique est finalement cinquième.
Elle remporte une très belle victoire en partant seule dans les derniers kilomètres sur la Classic Bruges-La Panne féminine devant Elisa Balsamo et Lorena Wiebes. Elle est ensuite huitième de Paris-Roubaix et septième de l'Amstel Gold Race. Elle prend ensuite la cinquième place de la RideLondon-Classique. Elle gagne le Dwars door de Westhoek puis les championnats de Grande-Bretagne sur route. 
En fin de saison, elle prend la quatrième place du Simac Ladies Tour, puis la même place lors des championnats d'Europe sur route. Elle gagne Binche-Chimay-Binche.
Elle prend la dixième place au Tour de Drenthe. Sur le Trofeo Alfredo Binda-Comune di Cittiglio, elle est cinquième. À Paris-Roubaix, à cinquante-quatre kilomètres de l'arrivée, elle sort avec Lotte Kopecky, mais un regroupement a lieu plus loin. Elle lance le sprint aux deux cents cinquante mètres, mais est dépassée par Lotte Kopecky et Elisa Balsamo. À l'Amstel Gold Race, Juliette Labous attaque dans le final mais est marquée par Demi Vollering. Pfeiffer Georgi est quatrième du sprint,. 
Au Tour de Grande-Bretagne, Pfeiffer Georgi elle provoque la formation de l'échappée décisive de neuf coureuses de la première étape et prend la troisième place de l'étape. Dans la dernière étape, elle est très active, mais l'échappée est reprise. Elle est quatrième du classement général final. Elle remporte ensuite le titre de championne de Grande-Bretagne sur route.
Aux Jeux olympiques, sur la course en ligne, la chute de Chloé Dygert avant la première montée de la butte Montmartre provoque la formation d'un groupe de dix se forme avec Pfeiffer Georgi. Dans la seconde montée, elle attaque, mais est reprise. Elle est finalement cinquième de la course. Elle fait une lourde chute à la fin de la cinquième étape du Tour de France Femmes. Avec une main cassée et une fracture à la nuque, elle abandonne.

## Palmarès sur route

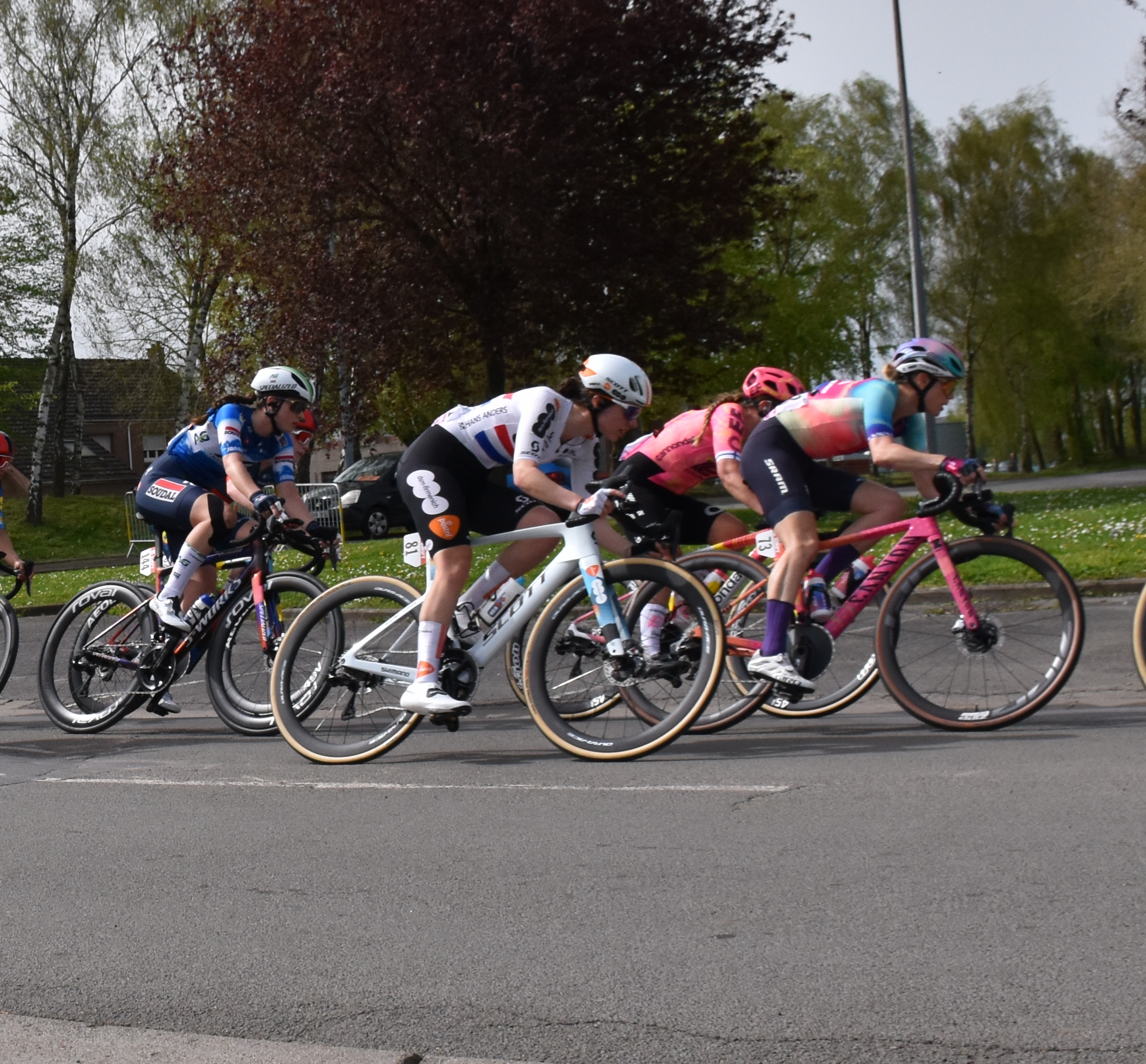
Pfeiffer Georgi (#81)
3e de Paris-Roubaix 2024

### Par années
- 2017
  - Gand-Wevelgem juniors
  - 2e du Circuit de Borsele juniors
  - 6e du championnat du monde sur route juniors
  - 7e du championnat du monde du contre-la-montre juniors
- 2018
  - Trofeo Da Moreno juniors
  - Healthy Ageing Tour
    - Classement général
    - 2e étape

  - Watersley Ladies Challenge juniors
    - Classement général
    - 1re étape

  - 2e du Circuit de Borsele juniors
  - 4e du championnat du monde du contre-la-montre juniors
- 2019
  - 3e du championnat de Grande-Bretagne sur route espoirs
  - 8e du championnat d'Europe sur route espoirs
- 2021
  -  Championne de Grande-Bretagne sur route
  - Grand Prix de Fourmies
  - 2e du championnat de Grande-Bretagne du contre-la-montre espoirs
  - 6e du Tour de Drenthe
  - 8e du Women's Tour
- 2022
  -  Championne de Grande-Bretagne du contre-la-montre espoirs
  -  Médaillée d'argent du championnat du monde sur route espoirs
  - 2e du championnat de Grande-Bretagne sur route
  - 2e de la course en ligne de l'Open de Suède Vårgårda
  - 3e du contre-la-montre par équipes de l'Open de Suède Vårgårda
  - 9e de Paris-Roubaix
- 2023
  -  Championne de Grande-Bretagne sur route
  - Classic Bruges-La Panne
  - Dwars door de Westhoek
  - Binche-Chimay-Binche
  - 3e d'À travers le Hageland
  - 4e du Simac Ladies Tour
  - 4e du championnat d'Europe sur route
  - 5e du Circuit Het Nieuwsblad
  - 5e de la RideLondon-Classique
  - 7e de l'Amstel Gold Race
  - 8e de Paris-Roubaix
  - 9e des Strade Bianche
- 2024
  - 2e du Baloise Ladies Tour
  - 3e de l'Omloop van het Hageland
  - 3e de Paris-Roubaix
  - 4e de l'Amstel Gold Race
  - 4e du Tour de Grande-Bretagne
  - 5e du Trofeo Alfredo Binda-Comune di Cittiglio
  - 5e de la course en ligne des Jeux olympiques
  - 9e du Tour de Drenthe
- 2025
  - 2e du championnat de Grande-Bretagne sur route
  - 3e du championnat de Grande-Bretagne du contre-la-montre
  - 5e du Trofeo Alfredo Binda-Comune di Cittiglio
  - 7e du Circuit Het Nieuwsblad
  - 10e du Tour des Émirats arabes unis

### Résultats sur les grands tours

#### Tour d'Italie
1 participation
- 2025 : abandon (4e étape)

#### Tour de France
4 participations
- 2022 : 50e
- 2023 : 61e
- 2024 : abandon (5e étape)
- 2025 : 52e

#### Tour d'Espagne
1 participation
- 2025 : 43e

### Classements mondiaux
| Année                                 | 2019 | 2020 | 2021 | 2022 | 2023 | 2024 |
| ------------------------------------- | ---- | ---- | ---- | ---- | ---- | ---- |
| Classement UCI                        | 504e | 406e | 38e  | 33e  | 9e   | 11e  |
| UCI World Tour                        | 220e | 111e | 32e  | 36e  | 11e  | 12e  |
|                                       |      |      |      |      |      |      |
| Légende : nc = non classéSource : UCI |      |      |      |      |      |      |

## Palmarès sur piste

### Championnats du monde
| Édition / Épreuve    | Poursuite par équipes |
| Aigle 2018 (juniors) | Bronze                |

### Championnats d'Europe
| Édition / Épreuve     | Américaine | Élimination | Omnium |
| Anadia 2017 (juniors) | Bronze     | Bronze      |        |
| Munich 2022           |            | Argent      | 7e     |

### Championnats nationaux
- 2017
  -  Championne de Grande-Bretagne de l'américaine (avec Anna Docherty)
  -  Championne de Grande-Bretagne de l'américaine juniors (avec Anna Docherty)
  - 2e de la poursuite par équipes
  - 3e du scratch
- 2018
  -  Championne de Grande-Bretagne de course aux points juniors
  - 3e de la poursuite par équipes